# Glucosúria renal
La glucosúria renal (o glicosúria renal) és una malaltia amb causa genètica, cosa que provoca la manca el cotransportador de la glucosa, en el túbul contort proximal del nefró renal que fa que tot i tenir la glucèmia normal se supera la capacitat del túbul de seguida, raó per la qual es produeix una glucosúria (presència de glucosa en l'orina). L'augment de glucosa a l'orina arrossega aigua per osmosi, provocant una poliúria per diüresi osmòtica.